# Diritti umani in India
La questione riguardante i diritti umani in India, oltre ai normali problemi inerenti ai diritti delle varie popolazioni, è complicata anche dal fatto che le grandi dimensioni del paese, l'enorme diversità etnica e religiosa all'interno dei propri confini, il suo status di paese in via di sviluppo emergente nonché l'esser la più grande democrazia (con oltre un miliardo di abitanti) del pianeta non sono di certo un aiuto per la risoluzione di eventuali conflitti.
La costituzione indiana prevede la piena espressione dei diritti fondamentali, tra cui la libertà di religione e la libertà di parola, così come la separazione tra potere esecutivo e giudiziario ed infine la libertà di movimento all'interno e all'esterno della nazione.
A quanto risulta dalla Biblioteca del Congresso, anche se esistono effettivamente sporadici e circoscritti problemi di diritti umani in India, il paese non viene generalmente considerato come stato problematico, a differenza ad esempio d'altri paesi del Sudest asiatico come il vicino Pakistan: sulla base anche di tali considerazioni la relazione 2010 di Freedom House sulla libertà nel mondo ha assegnato all'India tra i più alti punteggi di diritti politici e libertà civili.
L'Human Rights Watch nel corso dello stesso anno aveva però dichiarato l'India come uno stato che continua ad avere, nonostante tutto, generalizzati problemi di rispetto dei diritti umani, identificati nella mancanza di responsabilità per le forze di sicurezza e l'impunità per abusi commessi in attività di polizia (brutalità, uccisioni extra-giudiziarie e torture).
Ancora nel 2011 il relatore speciale delle Nazioni Unite sulla situazione del rispetto e difesa dei diritti umani, ha espresso forti preoccupazioni per svariati casi di torture, maltrattamenti, scomparse, minacce, arresti e detenzioni arbitrarie, false accuse e la messa sotto sorveglianza di attivisti a causa del loro legittimo lavoro in difesa delle libertà fondamentali.

## Cronologia d'eventi riguardanti il rispetto dei diritti umani
- 1829: la pratica del Sati viene formalmente abolita dal Governatore generale William Bentinck, dopo anni di campagne del movimento di riforma indù capitanato dal filosofo Ram Mohan Roy. Secondo l'ortodossia tradizionale le donne rimaste vedove, poco dopo la morte dei loro mariti si sarebbero dovute auto-immolare sulla pira funeraria durante la cerimonia di cremazione.
- 1929: viene vietato il matrimonio per i minori di 14 anni.
- 1947: L'India ottiene l'indipendenza politica dal Raj britannico; la separazione dal Pakistan è accompagnata da gravissimi scontri tra le due comunità principali, quella induista e quella musulmana.
- 1950: viene approvata la Carta Costituzionale che indica l'India come una repubblica democratica sovrana a suffragio universale; la 3ª parte di essa contiene un elenco dei diritti fondamentali.
- 1955: riforma del diritto di famiglia, vengono concessi maggior diritti alle donne indù.
- 1958: legge che assegna poteri speciali alle forze di polizia[5].
- 1975-77: stato di emergenza in tutto il paese emanato da Indira Gandhi, con estese violazioni dei diritti umani che avvengono un po' dappertutto.
- 1978: una normativa afferma che il diritto alla vita, ai sensi dell'Art.21 della costituzione, non può esser sospeso neppure in caso d'emergenza nazionale.
- 1978: ordinanze e disposizioni generali riguardanti la situazione in Jammu e Kashmir[6].
- 1984: Operazione Blue Star ad Amritsar, assassinio di Indira Gandhi da parte di una delle sue guardie del corpo e successivi tumulti anti-Sikh e rivolte sia a Nuova Delhi sia in altre grandi città con un totale di migliaia di vittime.
- 1985-86: la corte suprema riconosce il diritto di mantenimento ad una donna musulmana in un caso di divorzio, con conseguenti proteste da parte del clero islamico.
- 1987: scontri con decine di morti a Meerut tra indù e musulmani.
- 1989-oggi: insurrezione e poi Conflitto del Kashmir, con distruzione di templi e uccisioni di indù e sikh, rapimenti di turisti stranieri e funzionari governativi.
- 1992: un emendamento costituzionale stabilisce di assegnare almeno un terzo dei seggi delle assemblee locali alle donne.
- 1992: La moschea Babri di Ayodhya risalente al XVI secolo viene demolita dalla folla indù, causando disordini e migliaia di morti in tutto il paese.
- 2001: la corte suprema ha esteso gli ordini per l'attuazione del diritto al cibo alla totalità della popolazione[7].
- 2002: violenze in Gujarat, rivolte soprattutto contro la minoranza musulmana.
- 2005: passa la legge sul diritto d'informazione per dar l'accesso ai cittadini di fonti in possesso dell'autorità pubblica[8].
- 2005: viene garantito il diritto universale al lavoro.
- 2006: la corte suprema stabilisce la necessità di un impellente riforma delle forze di polizia in risposta allo scarso rispetto dei diritti umani da queste dimostrato in più occasioni[9].
- 2009: l'alta corte di Nuova Delhi dichiara che la sezione 377 del codice penale indiano, che vieta una serie di non meglio specificati atti sessuali innaturali, sia da ritenersi incostituzionale se applicata ad atti omosessuali tra individui adulti consenzienti in privato; cosa questa che ha portato alla depenalizzazione delle relazioni omosessuali in India[10].

## Atti di violenza ed uso della tortura da parte della polizia
Il centro asiatico per i diritti umani stima che dal 2002 al 2008 più di 4 persone al giorno sono morte mentre si trovavano sotto custodia cautelare; morti causate da un uso più o meno indiscriminato della violenza fisica da parte della polizia. Secondo una relazione scritta dall'amministrazione correzionale del Punjab, almeno il 50% dei poliziotti del paese hanno utilizzato forme di tortura fisica e psicologica sui prigionieri. Casi di gravi carenze igienico-sanitarie, spazi liberi ed acqua pulita sono stati documentati nella regione del Bengala occidentale.

## Amministrazione indiana del Kashmir
Diverse agenzie internazionali e la stessa ONU hanno segnalato violazioni dei diritti umani nella zona del Kashmir sotto controllo indiano; in un comunicato stampa il portavoce dell'ufficio dell'alto commissariato per i diritti umani ha espresso la sua più viva preoccupazione per le recenti (2008) violente proteste nella regione, essendo state riferite vittime civili come pure restrizioni alla libertà di riunione ed espressione.
Un rapporto del 1996 dell'"Human Right Watch" accusava l'esercito e il governo paramilitare della regione di gravi e diffuse violazioni dei diritti umani in Kashmir. Un massacro sarebbe avvenuto già il 6 gennaio 1993 nella città di Sopore; il TIME descrisse il fatto come rappresaglia per l'uccisione di un soldato, con l'incendio intenzionale del mercato centrale e la morte conseguente di molti cittadini inermi.
Oltre a questi fatti di sangue vi sono accuse da parte di ONG riguardanti frequenti casi di sparizioni di persone in tutto il Kashmir compiute sia dalla polizia che dall'esercito.
Molte organizzazioni tra cui Amnesty International hanno fermamente condannato le violazioni in Kashmir eseguite dalle autorità indiane: esecuzioni extra-giudiziarie, sparizioni e torture. Le organizzazioni per i diritti umani hanno chiesto al governo di abrogare la legge sulla sicurezza pubblica, la quale prevede che un detenuto possa essere trattenuto in fermo amministrativo per un massimo di due anni anche senza alcun ordine del tribunale competente; mentre i poteri speciali concessi alle forze armate includono ampi poteri militari d'arresto, il diritto di sparare per uccidere, oltre che occupare e distruggere proprietà in operazioni contro-insurrezionali.
Un rapporto del 2008 aveva stabilito che il Kashmir era parzialmente tornato ad uno stato di autonomia e libertà.

## Libertà di espressione
La costituzione, pur non menzionando la parola stampa, prevede il diritto alla libertà di parola ed espressione (art.19); tale diritto tuttavia può esser soggetto a restrizioni e la libertà limitata per motivi di sicurezza nazionale (sovranità e integrità), ordine pubblico e mantenimento della decenza. Secondo le stime di Reporter Senza Frontiere nel 2010 l'India si trovava al 122º posto nel mondo come indice di libertà di stampa, con un calo rispetto al 105º posto conseguito l'anno precedente.
Alcune specifiche leggi, come quelle sui segreti ufficiali e la prevenzione al terrorismo sono state utilizzate in certo casi per limitare anche considerevolmente la libertà di stampa; una prima legislazione è stata abrogata nel 2004 ma sostituita con una nuova modificata.
Durante il primo mezzo secolo a partire dall'indipendenza il controllo dei media da parte dello stato è stato il principale vincolo alla libertà di stampa, la stessa Indira Gandhi affermava che la radio è un organo di governo. Con la liberalizzazione a partire dal 1990 il controllo privato dei mezzi di comunicazione s'è ampliato molto, portando ad un aumento dell'indipendenza dei giornalisti.

## Diritti LGBT
Fino a quando l'alta corte di Delhi non ha depenalizzato gli atti sessuali "innaturali" tra adulti consenzienti svolti in privato, l'omosessualità era considerata un reato ai sensi della sezione 377 del codice penale, risalente all'autorità coloniale britannica (anche se poi nei fatti tale disposizione è stata applicata moto di rado). Nella sentenza di depenalizzazione si è fatto osservare che la legge esisteva in conflitto con i diritti fondamentali garantiti dalla costituzione.
L'11 dicembre 2013, l'omosessualità è tornato ad essere considerata un reato criminale dalla Corte suprema.
Il 6 settembre 2018, un collegio di cinque giudici della Corte suprema, presieduto da Dipak Misra, ha nuovamente depenalizzato l'omosessualità, osservando che «Criminalizzare l'omosessualità è irrazionale e indifendibile».

## Tratta di esseri umani
Il traffico di esseri umani è uno dei business illegali milionari interni all'India; circa 10.000 donne nepalesi vengono portate nel paese ogni anno per motivi di sfruttamento della prostituzione e sfruttamento sessuale minorile; tra i 20-25.000 tra donne e bambini sono invece vittime di tratta dal Bangladesh.

## Violenza religiosa
I conflitti, anche feroci, tra gruppi religiosi (soprattutto tra induisti e musulmani, ma al sud in Kerala anche contro i cristiani) sono stati prevalenti in India fin dal primissimo periodo della sua indipendenza dal dominio britannico. Tumulti hanno avuto luogo durante la divisione tra India e Pakistan nell'agosto 1947, con violenze su larga scala che hanno condotto a morte migliaia di persone.
Durante le rivolte anti-Sikh del 1984 ci furono veri e propri pogrom attuati dalla maggioranza indù; alcune fonti affermano che più di duemila civili sono stati massacrati in questo modo. Altri incidenti includono le sommosse del 1987 avvenute a Meerut, nel 1992-93 a Bombay e nel 2002 in Gujarat: in quest'ultimo caso più di cento musulmani sono stati assassinati come risposta all'attentato compiuto contro un treno a Godhra dove persero la vita 58 indù.
Altri incidenti minori affliggono inine molte città e villaggi, come a Mau in Uttar Pradesh, in una spiaggia di Kozhikode in Kerala nel 2003, così come sommosse in Tamil Nadu innescate da organizzazioni musulmane.

## Questioni connesse al sistema castale
Secondo un rapporto dell'Human Rights Watch la casta dei dalit (intoccabili) e le popolazioni indigene, note come adivasi, continuano a subire discriminazione, esclusione ed atti di violenza comune; le leggi e le politiche adottate finora dal governo forniscono una solida base per la protezione, ma purtroppo non vengono fedelmente applicate dalle autorità locali.
L'ONU ha dichiarato nel 2011 che il sistema delle caste ancora vigente come tradizione in India sarà considerato un abuso dei diritti umani; questo in attesa di ratificare progetti di principio che riconoscano per la prima volta la gravità delle persecuzioni subite da oltre 65 milioni di "intoccabili", che da sempre son costretti a svolgere esclusivamente i lavori più umili e degradanti. Amnesty International afferma che è responsabilità del governo indiano promulgare e far applicare pienamente le disposizioni legislative a favore dell'uguaglianza e contro la discriminazione basata sulla casta di nascita.
Molte delle tribù nomadi in India continuano ad affrontar lo stigma sociale e maggiori difficoltà economiche rispetto alle altre caste, compresa la vendita e messa in schiavitù d'intere famiglie per debiti; questo nonostante il fatto che la legge di sorveglianza delle tribù nomadi datata 1871 sia stata sostituita già nel 1952 da una normativa riguardante la delinquenza abituale. Il risultato principale è stato però quello di creare nuovi elenchi, a partire dai vecchi, delle cosiddette tribù abitualmente dedite ad atti criminali
Almeno 60 milioni di abitanti devono ancor oggi subire le conseguenze ad esempio della legge di prevenzione delle attività anti-sociali (PASA) la quale non fa che aggravar ulteriormente la quotidiana lotta per la sopravvivenza di questa ampia fetta di popolazione che vive al di sotto della soglia minima di povertà.
La Commissione nazionale dei diritti umani assieme al Comitato per l'eliminazione della discriminazione razziale delle Nazioni Unite (CERD) hanno ripetutamente chiesto al governo di abrogare questa norma in quanto queste ex tribù criminalizzate continuano anche a motivo di ciò a subire oppressione ed ostracismo sociale in generale, con la negazione di molti dei diritti fondamentali e la possibilità d'integrazione ed elevazione dello status economico-sociale, come l'accesso ai posti riservati alle minoranze etniche, religiose e di genere.